# Малешова
Малешова (пол. Maleszowa) — село в Польщі, у гміні Пежхниця Келецького повіту Свентокшиського воєводства.
Населення — 269 осіб (2011).
У 1975-1998 роках село належало до Келецького воєводства.

## Демографія
Демографічна структура на день 31 березня 2011 року:
|          | Загалом | Допрацездатний вік | Працездатний вік | Постпрацездатний вік |
| -------- | ------- | ------------------ | ---------------- | -------------------- |
| Чоловіки | 129     | 15                 | 94               | 20                   |
| Жінки    | 140     | 21                 | 69               | 50                   |
| Разом    | 269     | 36                 | 163              | 70                   |